# السهل الممتنع
السهل الممتنع هو النشاط الفكري المركز وجوده حوي ومن السهل تنفيذة حيث أنه سهل وبسيط للغاية ولا ينتمي إلى أي تعقيدات وتم نسيانه واغفاله بفعل انشغال البشر في الحياة وتناسيهم للمهارات المتراكمة عبر الزمن وفقدانها مثل هذه المعلومات الأساسية والحيوية للتطور & وتحول البشر إلى الانقياد،
الانصياع للمطامع وبالتالي لا يعود مخزون المعلومات المتراكم منجما بل يعتبر تخلف وانباع الانبهار بالمحدثات المتسارعة للغير لسد الاحتياجات غير المنتهية وطبيعة التفكير المنغلق وفقدان المجتمع للاولويات الأساسية واهدافه الحيوية فهو اقرب لكونه آلة عن كونه بشر ويرجع ذلك الانحراف التميز والتحليل المنطقي والبحث العام.

## تعريف سهل
بتعبير أبسط هو الذي يبدو سهلا في البادى ويصعب تحقيقه ويستعصي إكماله كأن تنوي التعبير عن فكرة في عقلك سهلة لكن صعب أن تخرجها في جمل وعبارات وبعد انتهاء الحديث تقول لو قلت كذا وكذا 